# ممان (ميانة)
ممان هي قرية في مقاطعة ميانة، إيران. عدد سكان هذه القرية هو 889 في سنة 2006.